# Гжегож Бартчак
Гжегож Бартчак (пол. Grzegorz Bartczak, нар. 21 червня 1985, Легниця, Польща) — колишній польський футболіст, захисник, відомий своїми виступами у складі «Заглемб'є» Любін.

## Ігрова кар'єра

### Клубна
Гжегож Бартчак почав займатися футболом у своєму рідному місті Легниця. Перед початком сезону 2002/03 він приєднався до клубу Екстракласи «Заглемб'є» з Любіна. 3 серпня 2002 року захисник дебютував у Екстракласі у матчі проти «Погоні» і в першому ж матчі відзначився забитим голом. За результатами сезону «Заглембє» вилетів до Першої ліги але вже через сезон команда повернулась до еліти.
Починаючи з сезону 2004/05 Бартчак все частіше став виходити на поле і поступово закріпився в основі. Сезон 2006/07 став переможним для його команди. У складі «Заглембє» Бартчак став чемпіоном країни та виграв Суперкубок Польщі. Восени 2007 року Бартчак брав участь у матчах кваліфікації Ліги чемпіонів.
Влітку 2011 року контракт футболіста з клубом закінчився і Бартчак як вільний агент підписав трирічний контракт з «Ягеллонією». Та вже у лютому 2012 року футболіст розірвав контракт із клубом за згодою сторін і приєднався до познаньської «Варти». У вересні 2012 року через корупційний скандал Дисциплінарний комітет PZPN покарав гравця шестимісячною дискваліфікацією. Після закінчення терміну дискваліфікації Бартчак повернувся до рідного міста Легниця, де приєднався до клубу «Медзь».
У 2020 році Гжегож Бартчак закінчив активну кар'єру гравця.

### Збірна
У 2017 році Гжегож Бартчак провів дві гри у складі національної збірної Польщі.

## Титули
Заглембє
 Чемпіон Польщі: 2006/07
 Переможець Суперкубка Польщі: 2007
Медзь
- Переможець Першої ліги: 2017/18